# Francisque Noailly

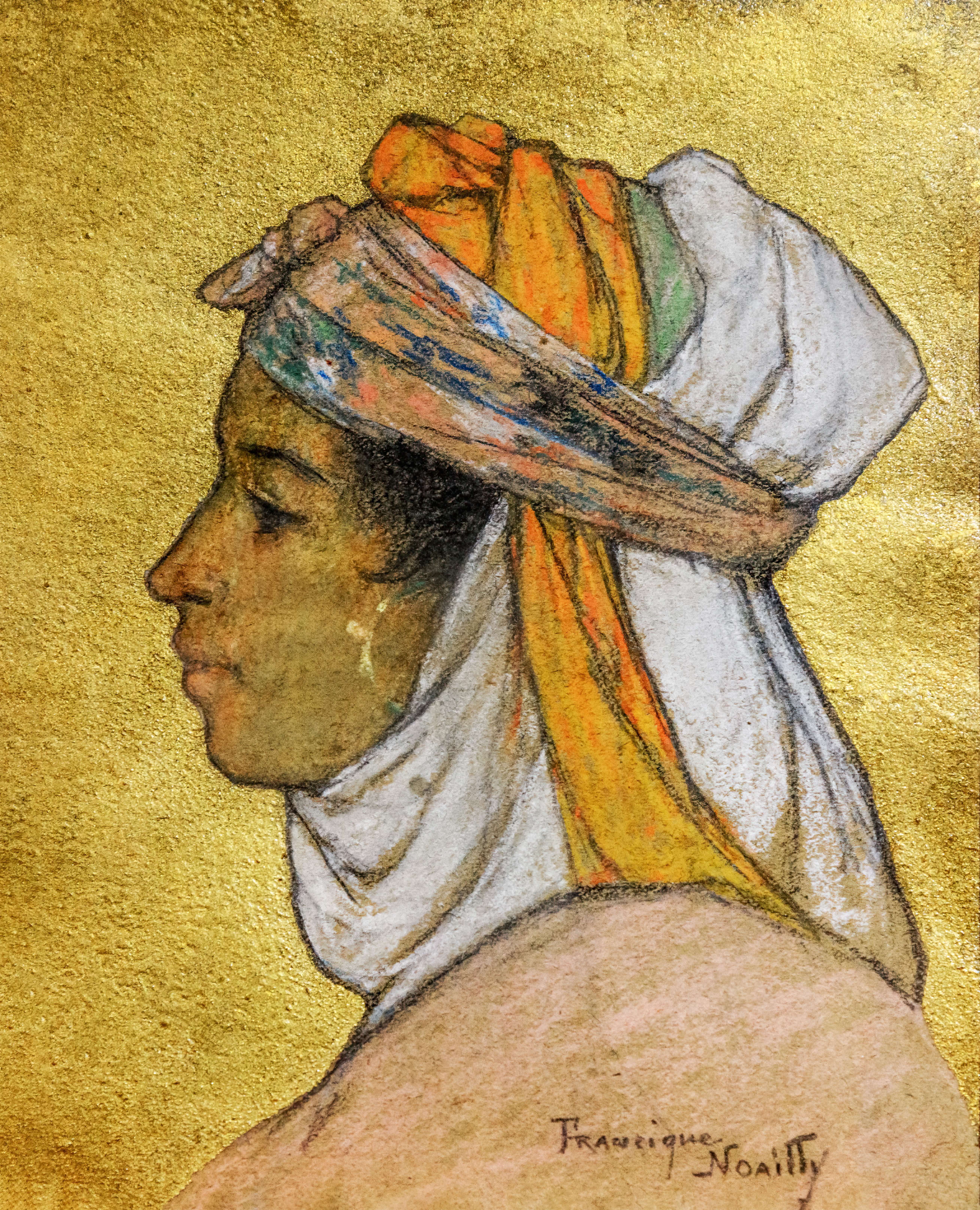
Profil de jeune mauresque - Musée des Beaux-Arts de Narbonne.

Francisque Noailly, né à Marseille le 11 mars 1855, mort à Alger 31 janvier 1942, est un peintre orientaliste et ciseleur sur cuivre français.

## Biographie
Après avoir étudié à l'École des beaux-arts de Marseille, il est l'élève de William Bouguereau et de Tony Robert-Fleury à l'École des beaux-arts de Paris. À partir de 1875, il effectue son service militaire en Algérie dans le régiment des zouaves. Il se marie à Alger et installe son atelier dans le quartier de la Redoute.
Directeur de l'École d'arts industriels à Alger Mustapha, qui compte 500 élèves en 1905, professeur à la Société des beaux-arts, Noailly excelle dans la peinture des scènes algériennes.
Il est également ciseleur sur cuivre et sur étain. Vice-président avec Alfred Chataud de la Société des artistes orientalistes algériens, il est également sociétaire de l'Union artistique de l'Afrique du Nord (UAAN) qui lui donne son premier grand prix en 1935. Selon Élisabeth Cazenave, dans toutes ses œuvres « Noailly fait preuve d'une rare sûreté de main et d'un dessin impeccable ».

## Expositions
- 1880, Alger : Fête du tam-tam, Café maure
- 1881 : Boutique de Mozabite, Prière à la mosquée
- 1897, Société des beaux-arts, Tunis : Route de Biskra à El Kantara, Le village Zaraouia, Rivière El Kantara
- 1903, Alger, Salon des artistes orientalistes algériens : Paysage de M'Sila
- 1913, Alger,  : Les Porteuses d'eau de Téniet
- 1934, exposition artistique de l'Afrique française : Marabout à Bouzaréah, Villa  arabe à la Bouzaréah
- Société libre des artistes algériens.

## Œuvres dans les collections publiques
- Maison Kabyle à Felden (1906), musée national des beaux-arts d'Alger